# Infectividade
Infectividade é o nome que se dá à capacidade que tem certos organismos de penetrar e de se desenvolver ou de se multiplicar no novo hospedeiro, ocasionando infecção. Nesse caso, o agente etiológico é também chamado de agente infeccioso. Há agentes dotados de alta infectividade que facilmente se transmitem às pessoas suscetíveis. Tome-se como exemplo o vírus da gripe. Já os fungos em geral caracterizam-se por sua baixa infectividade; embora bastante difundidos no ambiente, dificilmente se instalam e se multiplicam no organismo do homem, produzindo infecção.
A doença infecciosa é um acidente na competição entre duas espécies. Em período de tempo suficientemente longo, o homem e os microrganismos tendem a se adaptar mutuamente.
O micróbio passa gradualmente de uma situação de parasita à de comensal. As relações agente-hospedeiro atravessam etapas que se iniciam com grandes flutuações epidêmicas, variando ciclicamente em ondas cuja intensidade vai se fazendo decrescente até transformar-se em uma endemia. A par dessas modificações quantitativas, ocorrem importantes modificações qualitativas quanto à gravidade do quadro clínico e à letalidade. No começo, a enfermidade é grave e mortal, para ir tornando-se gradualmente mais benigna à medida que a condição do germe passa de parasita a comensal. Esta adaptação é uma etapa necessária para a sobrevivência do parasita.

## Dose infectante
É a quantidade do agente etiológico necessário para iniciar uma infecção. Varia com a virulência do bioagente e com a resistência do acometido. Quanto maior o número de parasitas inoculados no suscetível, tanto maior será a probabilidade de infecta-lo. Exemplo significativo é tirado do ciclo evolutivo do Schistosoma mansoni. Os caramujos da espécie Biomphalaria straminea são hospedeiros muito menos efetivos do que os da espécie Biomphalaria glabrata .
Estes últimos eliminam cerca de dez vezes mais cercarias que os primeiros num mesmo espaço de tempo. Como conseqüência, nas regiões de elevada densidade em Biomphalaria glabrata, a esquistossomose assume formas clínicas mais graves. Estas formas graves são conseqüência do alto poder infectante da água contaminada com elevadas concentrações de cercarias, quando são comparadas comunidades de idêntico nível sócio-econômico-cultural.
Por outro lado, há certos agentes etiológicos que, mesmo em pequena quantidade, são capazes de infectar as pessoas. Segundo informe da OPS (1964), a picada de um só mosquito infectado pode introduzir em pessoas suscetível quota suficiente de parasitas, capaz de iniciar o ataque clínico de malária. Quanto à filariose, talvez sejam necessárias picadas de mil mosquitos e inoculação de muitas filarias para produzir um caso clínico.
Alguns microrganismos produzem doença de forma indireta por ação das exotoxinas liberadas em algum meio que possa ser ingerido por indivíduos suscetíveis. Nesses casos não é necessária a introdução do germe vivo no interior do organismo para que este adoeça. O Clostridium botulinum é um bacilo esporulado que aparece em carnes e seus derivados industrializados. Sua toxina, produzida no alimento contaminado, é a responsável direta pela doença denominada butulismo. Tanto o butulismo como a doença estimulada pela toxina estafilocócica, produzida pelo Staphylococcus aureusenterotoxígeno, são considerados como intoxicações alimentares. A toxina botulínica produz intoxicação em doses mínimas. A dose letal para o homem é de um centésimo de miligrama.